# Thiên văn học Trung Quốc

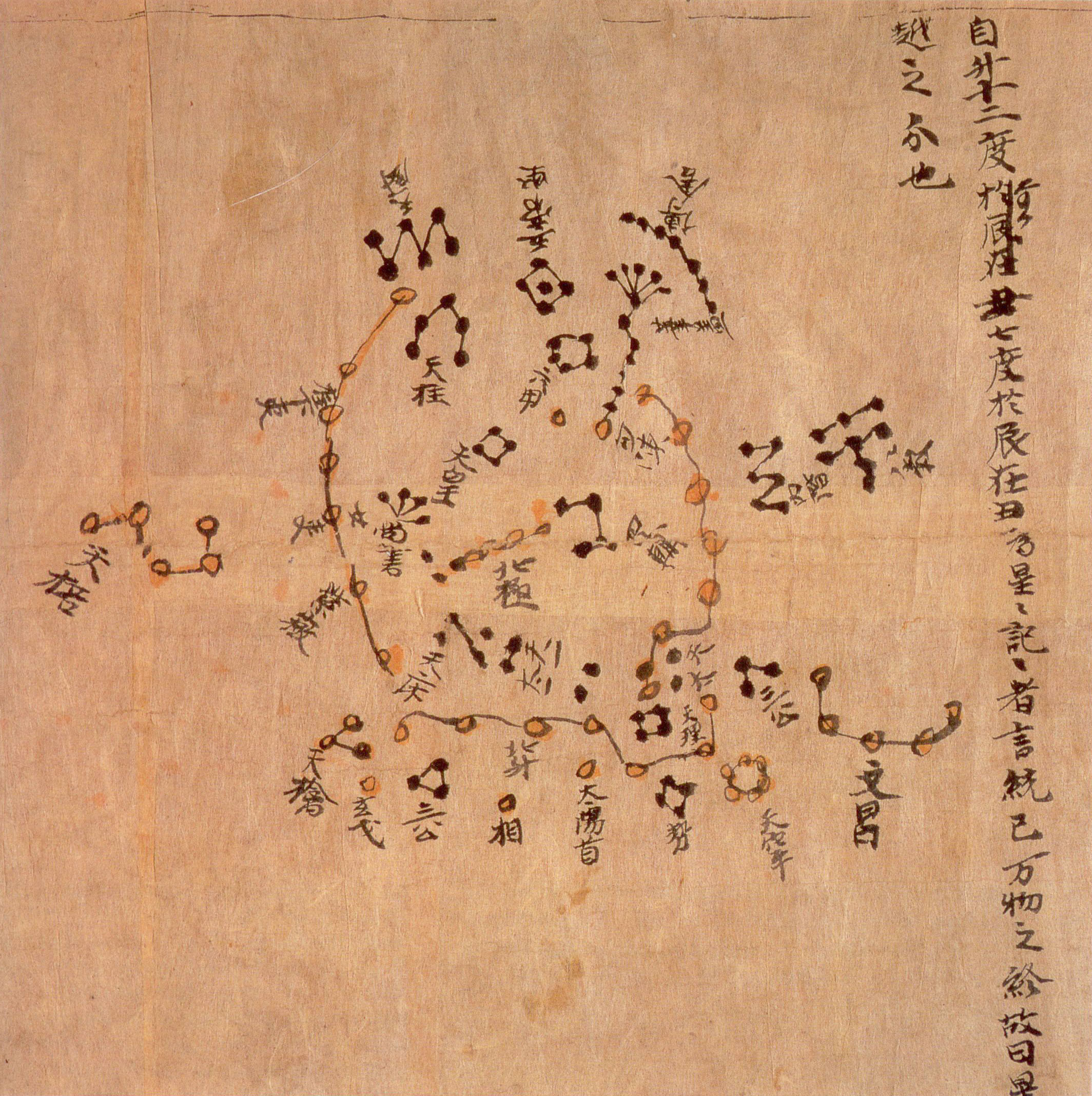
Bản đồ Đôn Hoàng từ thời nhà Đường (vùng Cực Bắc). Bản đồ này được cho là có từ thời Đường Trung Tông (705–710). Được thành lập ở Đôn Hoàng, Cam Túc. Các chòm sao của ba trường được phân biệt với các màu khác nhau: trắng, đen và vàng cho các ngôi sao của Vu Hàm, Cam Đức và Thạch Thân. Toàn bộ bản đồ sao chứa 1.300 sao.

Thiên văn học Trung Quốc có một lịch sử lâu dài, bắt đầu từ thời nhà Thương (thời đại đồ đồng Trung Quốc). Tên các ngôi sao sau đó được phân loại trong Nhị thập bát tú đã được tìm thấy trên giáp cốt được khai quật tại An Dương, có từ giữa thời nhà Thương, và hạt nhân của hệ thống (tú) dường như đã hình thành vào thời của nhà cai trị Vũ Đinh (năm 1339-1281).
Các ghi chép chi tiết về các quan sát thiên văn bắt đầu trong thời Chiến Quốc (thế kỷ thứ tư trước Công nguyên) và phát triển mạnh mẽ từ thời Hán trở đi. Thiên văn học Trung Quốc là xích đạo, tập trung vào việc quan sát chặt chẽ các ngôi sao quanh cực, và dựa trên các nguyên tắc khác với các nguyên tắc phổ biến trong thiên văn học phương Tây truyền thống, nơi sự trỗi dậy của các cung hoàng đạo hình thành nên khuôn khổ hoàng đạo cơ bản. Needham đã mô tả người Trung Quốc cổ đại là những người quan sát chính xác và bền bỉ nhất về các hiện tượng thiên thể ở bất cứ đâu trên thế giới trước các nhà thiên văn hồi giáo  .
Một số yếu tố của thiên văn học Ấn Độ đã đến Trung Quốc với sự mở rộng của Phật giáo sau triều đại Đông Hán (năm 25-220), nhưng sự kết hợp chi tiết nhất của tư tưởng thiên văn học Ấn Độ đã xảy ra vào thời nhà Đường (618-907 CE), khi nhiều nhà thiên văn học Ấn Độ chiếm cư trú tại thủ đô của Trung Quốc và các học giả Trung Quốc, như nhà sư Phật giáo Mật tông và nhà toán học Yi Xing, làm chủ hệ thống của mình. Các nhà thiên văn Hồi giáo đã hợp tác chặt chẽ với các đồng nghiệp Trung Quốc của họ trong triều đại Yuan, và sau một thời gian suy giảm tương đối trong thời nhà Minh, thiên văn học đã được hồi sinh dưới sự kích thích của vũ trụ học và công nghệ phương Tây sau khi Dòng Tên thành lập sứ mệnh của họ. Kính thiên văn được giới thiệu vào thế kỷ XVII. Năm 1669, đài thiên văn Bắc Kinh được thiết kế lại hoàn toàn và được trang bị lại dưới sự chỉ đạo của Ferdinand Verbiest. Ngày nay, Trung Quốc tiếp tục hoạt động trong thiên văn học, với nhiều đài quan sát và chương trình không gian riêng.